# Bandiera della Chakassia
La bandiera della Repubblica di Chakassia è diventata bandiera ufficiale della Repubblica il 29 febbraio 1992, modificata successivamente il 25 novembre 2002 e il 24 settembre 2003.

## Descrizione
La bandiera nazionale della Repubblica di Chakassia è rettangolare, composta da quattro bande: tre bande orizzontali di pari grandezza, di colore blu bianco e rosso e una banda verticale di colore verde caricata di un simbolo solare tradizionale. Il rapporto tra la larghezza e la lunghezza della bandiera è di 1:2.